# Анте Томич (журналіст)
Анте Томич (Спліт, 22 квітня 1970) — хорватський прозаїк, сценарист, колумніст і фейлетоніст, комедіограф і кіносценарист.

## Життя і творчість
Початкову школу закінчив у селі Проложаць біля Імотського, де жив до чотирнадцяти років. Після цього він був вихованцем військової школи ЮНА в Загребі. Він закінчив філософію та соціологію на філософському факультеті в Задарі.
Як письменник спочатку виступав у газеті «Вільна Далмація» (хорв. «Slobodna Dalmacija»), а в 2001 році перейшов до газети «Ранковий лист» (хорв «Jutarnji list»). Свою першу збірку оповідань «Я забув де припаркувався» (хорв. «Zaboravio sam gdje sam parkirao») він опублікував у 1997 році, а її розширене видання — у 2001 році. Його дебютний роман «Що таке чоловік без вусів» (хорв. «Što je muškarac bez brkova») вийшов у 2000 році. У 2001 році видав книгу фейлетонів «Огляд фольклору» (хорв. «Smotra folklora»). В адаптації Аїди Буквич Загребський хорватський національний театр (ХНТ) поставив роман «Що таке чоловік без вусів» (хорв. «Što je muškarac bez brkova»). П'єса отримала нагороду за найкращу п'єсу на Днях Марулича у 2002 році. У 2003 році він опублікував роман «Нас нічого не зможе застукати зненацька» (хорв. «Ništa nas ne smije iznenaditi»), у 2004 році — книгу фейлетонів «Клас оптиміст» (хорв. «Klasa optimist»), а у 2005 році — роман «Любов, електрика, вода і телефон» (хорв. Ljubav, struja voda i telefon"). Томич працює журналістом в Jutarnji list. Водночас він веде щотижневу колонку Влаські справи (хорв. Vlaška posla) для Вільної Далмації (хорв. Slobodna Dalmacija). 
Володар премії Хорватської асоціації журналістів за найкращий репортаж (1996) та колонку (2005). Підписант Декларації про спільну мову (хорв. Deklaracija o zajedničkom jeziku), яка стверджує, що Хорватія, Боснія і Герцеговина, Сербія та Чорногорія розмовляють національними стандартними варіантами спільної плюрицентричної стандартної мови.

## Кіно та телебачення
А. Томич є співавтором сценарію фільму «Остання воля» (хорв. «Posljednja volja») (разом з Івицею Іванишевичем) і телесеріалу «Новий вік» (хорв. «Novo doba») (разом з Ренато Баретичем та Івицею Іванишевичем).
У 2005 році Хрвоє Хрибар зняв фільм «Що таке чоловік без вусів» (хорв. Što je muškarac bez brkova") за романом Анте Томича, а в 2006 році режисер Райко Грлич зняв фільм «Karaula» за книгою Томича «Ništa nas ne smije iznenaditi»

## Нагороди та визнання

### Журналістські премії
- Нагорода ХНТ Марії Юрич Загорки (хорв. Marija Jurić Zagorka) — за репортаж у 1996 році
- Нагорода ХНТ Марії Юрич Загорки (хорв. Marija Jurić Zagorka) — за коментар/колонку 2004
- Нагорода від газети «Вільна Далмація» Мілєнко Смоє (хорв. Miljenko Smoje) 2011

### Літературні премії
- Циклоп (хорв. Kiklop) за хіт року, 2006 рік

### Театральні нагороди
- Нагорода за найкращу п'єсу на Днях Марулича (за Що таке чоловік без вусів/хорв. Što je muškarac bez brkova) у 2002 році.
- Спеціальна нагорода Велика Ліска / хорв. Velika liska (разом із Райком Грличем / хорв. Rajko Grlić , за виставу Ustav Republike Hrvatske/хорв. Ustav Republike Hrvatske) 2018.

### Кінопремії
- Нагорода за найкращий сценарій (з Райко Грличем/хорв. Rajko Grlić) на фестивалі Raindance 2017. за фільм «Конституція Республіки Хорватія» / хорв. Ustav Republike Hrvatske (також визнаний найкращим фільмом).